# 大達信太郎
大達 信太郎（おおだて のぶたろう、1921年5月5日 - 1981年4月24日）は、愛媛県伊予郡出身で高砂部屋に所属した元大相撲力士。本名は野本 幸重。元年寄9代芝田山、15代陣幕、21代湊。身長173cm、体重103kg。最高位は東十両8枚目。得意技は左四つ、寄り。

## 経歴
1939年1月場所初土俵、1950年5月場所十両昇進。1953年5月場所限りで引退し、9代芝田山を襲名。その後陣幕を経て、湊に名跡変更した。

## 主な成績
- 通算成績：163勝164敗9休 勝率.498
- 十両成績：53勝73敗9休 勝率.421
- 現役在位：34場所
- 十両在位：9場所
- 各段優勝
  - 三段目優勝：1回（1945年6月場所）

### 場所別成績
| 1939年 （昭和14年） | （前相撲）         | x                 | （番付外）               | x                 |
| 1940年 （昭和15年） | （前相撲）         | x                 | 西序ノ口36枚目 6–2       | x                 |
| 1941年 （昭和16年） | 東序二段61枚目 5–3 | x                 | 東三段目65枚目 6–2       | x                 |
| 1942年 （昭和17年） | 西三段目18枚目 4–4 | x                 | 西三段目10枚目 2–6       | x                 |
| 1943年 （昭和18年） | 西三段目21枚目 4–4 | x                 | 西三段目8枚目 4–4        | x                 |
| 1944年 （昭和19年） | 東三段目5枚目 5–3  | x                 | 東幕下33枚目 2–3         | 東幕下42枚目 2–3  |
| 1945年 （昭和20年） | x                  | x                 | 西三段目7枚目 優勝 4–1   | 東幕下14枚目 3–2  |
| 1946年 （昭和21年） | x                  | x                 | x                        | 東幕下10枚目 1–6  |
| 1947年 （昭和22年） | x                  | x                 | 西幕下27枚目 2–3         | 東三段目4枚目 4–2 |
| 1948年 （昭和23年） | x                  | x                 | 西幕下22枚目 4–2         | 東幕下15枚目 3–3  |
| 1949年 （昭和24年） | 東幕下13枚目 5–7   | x                 | 東幕下17枚目 9–6         | 東幕下8枚目 9–6   |
| 1950年 （昭和25年） | 西幕下3枚目 10–5   | x                 | 西十両9枚目 8–7          | 東十両8枚目 3–3–9 |
| 1951年 （昭和26年） | 西幕下筆頭 7–8     | x                 | 東幕下2枚目 9–6          | 東十両14枚目 7–8  |
| 1952年 （昭和27年） | 西十両15枚目 7–8   | x                 | 東十両16枚目 8–7         | 東十両13枚目 6–9  |
| 1953年 （昭和28年） | 東十両16枚目 8–7   | 東十両14枚目 4–11 | 西十両19枚目 引退 2–13–0 | x                 |
| 各欄の数字は、「勝ち-負け-休場」を示す。 優勝 引退 休場 十両 幕下 三賞：敢=敢闘賞、殊=殊勲賞、技=技能賞 その他：★=金星 番付階級：幕内 - 十両 - 幕下 - 三段目 - 序二段 - 序ノ口 幕内序列：横綱 - 大関 - 関脇 - 小結 - 前頭（「#数字」は各位内の序列） |                    |                   |                          |                   |

## 改名歴
- 朝見冨士（あさみふじ）1939年1月場所 - 1948年10月場所
- 大達 信太郎（おおだて のぶたろう）1949年1月場所 - 1953年5月場所